# Cacosceles
Cacosceles is een kevergeslacht uit de familie van de boktorren (Cerambycidae). De wetenschappelijke naam van het geslacht werd voor het eerst geldig gepubliceerd in 1838 door Newman.

## Soorten
Cacosceles omvat de volgende soorten:
- Cacosceles gracilis Lackerbeck, 2000
- Cacosceles newmannii (Thomson, 1877)
- Cacosceles oedipus Newman, 1838